# Eustracio Taumaturgo
San Eustracio fue un taumaturgo griego del siglo IX, abad de Abgaro, en el Monte Olimpo.

## Biografía
Eustracio nació en una aldea de Bitinia, en el siglo VIII o IX. Sus padres eran bondadosos y pudientes, quienes se encargaron de criarlo según los ideales del cristianismo. Según la tradición, a los 20 años dejó su casa e ingresó al monasterio de Abgaro, en el Monte Olimpo, que fue fundado por Gregorio Nacianceno y Basilio Magno, dos de los primeros Padres de la Iglesia, que además eran ancestros de su familia, para ser tonsurado como monje.
En este monasterio, Eustracio sirvió a todos los demás monjes con un corazón humilde y con gran entusiasmo, sin ocupar nunca su mente con las cosas de este mundo. Sólo poseía un atuendo y una pequeña cama de lana de oveja. Durante toda su vida, San Eustracio nunca durmió acostado, sino más bien de pie o sentado. Debido a su ascetismo, su virtud brilló y fue elegido Abad del monasterio. 
Durante este tiempo, el emperador León V el Armenio gobernó y restauró la herejía de la iconoclasmo.
Muchos cristianos huyeron para escapar de la persecución. Eustracio hizo lo mismo y así se hizo amigo de Juanicio el Grande. Eustracio se vio obligado a viajar a Constantinopla para luchar contra la herejía del iconoclasmo. Por esta razón, fue arrestado, sin embargo fue liberado poco antes del triunfo de la Ortodoxia y la restauración de la iconografía a las iglesias.

Eustracio era conocido por su amable disposición y su caridad hacia los pobres, a menudo regalando su propio abrigo, su caballo, o incluso el buey del monasterio a los necesitados. Una historia conmovedora narra que se encontró con un hombre que, desesperado por sus muchos pecados, se preparaba para ahorcarse. Eustracio tomó la mano del hombre, y poniéndola en su propio cuello dijo:
«Que el peso de tus pecados recaiga sobre mí de ahora en adelante, hijo mío. En el día del juicio, yo mismo responderé por ellos en lugar de ti. Todo lo que tienes que hacer es retirar esta cuerda y esperar en Dios.»
Se le llama «El Taumaturgo», ya que se le atribuyen gran cantidad de prodigios y milagros.
Después de la muerte del emperador volvió al monasterio. La oración estaba siempre en sus labios, y repetía constantemente las palabras: «¡Señor, ten piedad!».
Antes de su muerte dio instrucciones a los monjes para que no se sintieran atraídos por las bendiciones terrenales, y que pensaran constantemente en la vida futura. Haciéndose la señal de la cruz, dijo: «En tus manos, Señor, encomiendo mi espíritu» y murió en paz a los 95 años.